# Dvojno knjigovodstvo
Dvojno knjigovodstvo je knjigovodstveni sistem u kome se svaka poslovna promena beleži (najmanje) dva puta na (najmanje) dva računovodstvena konta. Pod poslovnim promenama podrazumevaju se sve radnje koje dovode do promene imovine ili obaveza privrednog društva (na primer izdavanje računa kupcu smatra se poslovnom promenom).
Dvojno knjigovodstvo je najviše korišćeni sistem za vođenje poslovnih knjiga a njegova najvažnija karakteristika je da potpuno prati sve aspekte poslovanja privrednog društva. Na osnovu evidencije koja se vodi po sistemu dvojnog knjigovodstva mogu se prikazati svi podaci o stanju imovine privrednog društva, rashodima i prihodima kao i o finansijskim rezultatima. Drugim rečima, na osnovu evidencije koja se vodi po sistemu dvojnog knjigovodstva može se doći do svih finansijskih podataka privrednog društva.

## Računovodstvena konta
Poslovne promene su grupisane po određenim kriterijumima. Na primer, troškovi goriva predstavljaju jednu grupu poslovnih promena, troškovi telefona drugu grupu a prihodi po osnovu prodaje robe treću grupu. Svaka grupa poslovnih promena evidentira se na tačno određeni računovodstveni konto, pa se tako troškovi goriva evidentiraju na konto 5311, troškovi telefona na konto 5411.

## Bilansni princip
U dvojnom knjigovodstvu svaki računovodstveni konto ima dve strane: dugovnu i potražnu. Razlika između dugovne i potražne strane predstavlja saldo, odnosno stanje računovodstvenog konta.
| Konto | Naziv konta         | Duguje  | Potražuje | Saldo    |
| ----- | ------------------- | ------- | --------- | -------- |
| 435   | Dobavljači u zemlji | 400.000 | 500.000   | -100.000 |

U dvojnom knjigovodstvu konta moraju uvek da budu u balansu što znači da zbir promena koje su evidentirane na dugovnu stranu moraju da budu jednake zbiru promena koje su evidentirane na potražnu stranu. Naravno, ako posmatramo jedan konto, kao što je to slučaj u prethodnoj tabeli, on ne mora da bude u balansu ali ako posmatramo sva konta koja se koriste za knjiženja ona moraju da budu u balansu:
| Konto  | Naziv konta             | Duguje    | Potražuje | Saldo    |
| ------ | ----------------------- | --------- | --------- | -------- |
| 435    | Dobavljači u zemlji     | 400.000   | 500.000   | -100.000 |
| 5133   | Troškovi proizvodnje    |           | 400.000   | -400.000 |
| 204    | Kupci u zemlji          | 200.000   | 100.000   | 100.000  |
| 604    | Prihodi od prodate robe | 400.000   |           | 400.000  |
| UKUPNO |                         | 1.000.000 | 1.000.000 |          |

## Evidentiranje poslovnih promena
Suština sistema dvojnog knjigovodstva najlakše se može razumeti ako se objasni na primeru: recimo da je privredno društvo sa svog tekućeg računa izvršilo plaćanje robe dobavljaču. Ova jednostavna transakcija se u poslovne knjige evidentira na sledeći način:
1. Prvo se evidentira isplata novca sa tekućeg računa od dobavljača
2. Zatim se evidentira razduženje dugovanja prema dobavljačima

| Redni Broj | Konto | Naziv konta         | Opis knjiženja            | Duguje | Potražuje |
| ---------- | ----- | ------------------- | ------------------------- | ------ | --------- |
| 1.         | 2410  | Tekući račun        | Uplata dobavljača za robu |        | 20.000    |
| 2.         | 4330  | Dobavljači u zemlji | Uplata za robu            | 20.000 |           |

Kao što se iz vidi iz prethodnog primera poslovna promena uplate novca dobavljaču je evidentirana dva puta: jednom kao odliv sredstava sa tekućeg računa a drugi put kao umanjenje duga prema dobavljačima. Ispoštovan je i bilansni princip dvojnog knjigovodstva koji nalaže da dugovna i potražna strana moraju da budu u jednake, odnosno da moraju da budu u balansu.

## Dokumenti koji se koriste za evidenciju i prikazivanje podataka
1. Kontni okvir. Predstavlja spisak svih računovodstvenih konta koji se koriste prilikom evidentiranja poslovnih promena.
2. Nalog za knjiženje. Dokument pomoću koga se vrši evidencija poslovnih promena na računovodstvena konta.
3. Analitička kartica. Dokument koji prikazuje sve poslovne promene koje su knjižene na jedan računovodstveni kont.
4. Glavna knjiga. Spisak svih poslovnih promena koje su knjižene na sva računovodstvena konta.

## Literatura
- VUKIĆ, Stanoje: Finansijsko knjigovodstvo i završni račun

## Spoljašnje veze
- Osnove dvojnog knjigovodstva
- Onlajn kurs knjigovodstva
- Program za Dvojno Knjigovodstvo
- Istorija računovodstva